# Ким Миён
Ким Миён (кор. 김미연, род. 20 октября 1979, Республика Корея) — корейская кёрлингистка.

## Достижения
- Тихоокеанско-азиатский чемпионат по кёрлингу: золото (2001), серебро (2002, 2003, 2008), бронза (2004, 2007).
- Кёрлинг на зимних Азиатских играх: серебро (2003).

- Почётный приз Всемирной федерации кёрлинга Frances Brodie Award: 2002.

## Команды
| Сезон   | Четвёртый  | Третий       | Второй     | Первый     | Запасной     | Тренер                          | Турниры                       |
| ------- | ---------- | ------------ | ---------- | ---------- | ------------ | ------------------------------- | ----------------------------- |
| 1998—99 | Ким Ми Ён  | Ли Со Чжон   | Син Мисон  | Ким Сэ Ми  | Ли Хёнджон   |                                 | ТАЧ 1998 (4 место)            |
| 2000—01 | Ким Ми Ён  | Go Min-kyung | Ли Хёнджон | Пак Чи Хён | Shun Mi Sung |                                 | ТАЧ 2000                      |
| 2001—02 | Ким Ми Ён  | Ли Хёнджон   | Син Мисон  | Пак Чи Хён |              | Элейн Дагг-Джексон              | ТАЧ 2001 · ЧМ 2002 (10 место) |
| 2002—03 | Ким Ми Ён  | Ли Хёнджон   | Син Мисон  | Пак Чи Хён | Пак Кён Ми   | Элейн Дагг-Джексон, Ким Хён Гён | ТАЧ 2002                      |
| 2002—03 | Ким Ми Ён  | Пак Чи Хён   | Син Мисон  | Ли Хёнджон | Пак Кён Ми   | Ким Хён Гён                     | ЗУ 2003 (5 место) · ЗАИ 2003  |
| 2003—04 | Ким Ми Ён  | Ли Хёнджон   | Син Мисон  | Пак Чи Хён | Пак Кён Ми   | Ким Хён Гён                     | ТАЧ 2003                      |
| 2004—05 | Ким Ми Ён  | Ли Хёнджон   | Син Мисон  | Пак Чи Хён | Пак Кён Ми   | Мелисса Солиго, Ю Кон Чжик      | ТАЧ 2004                      |
| 2007—08 | Пак Чи Хён | Ким Ми Ён    | Син Мисон  | Пак Кён Ми | Ли Хёнджон   | Чон Ён Соп, Син Ён Гук          | ТАЧ 2007                      |
| 2008—09 | Ким Ми Ён  | Син Мисон    | Ли Хёнджон | Пак Кён Ми | Ли Сыльби    | Чон Ён Соп, Чхве Мин Сок        | ТАЧ 2008                      |
| 2008—09 | Ким Ми Ён  | Син Мисон    | Ли Сыльби  | Ли Хёнджон | Ким Джисон   | Чон Ён Соп, Чхве Мин Сок        | ЧМ 2009 (10 место)            |

(скипы выделены полужирным шрифтом)